# 인덕트랙
인덕트랙(Inductrack)은 자기 부상을 달성하기 위해 궤도의 동력 없는 전선 루프와 차량의 영구 자석(할바흐 배열로 배열됨)만을 사용하는 수동적인, 페일 세이프 전자기 부상 시스템이다. 궤도는 "사다리 궤도"와 "적층 궤도"의 두 가지 구성이 가능하다. 사다리 궤도는 전원 없는 리츠선 케이블로 만들어지고, 적층 궤도는 쌓인 구리 또는 알루미늄 시트로 만들어진다.
세 가지 디자인이 있다: 고속 작동에 최적화된 인덕트랙 I, 저속에서 더 효율적인 인덕트랙 II, 저속에서 무거운 하중에 사용하기 위한 인덕트랙 III.
인덕트랙(또는 인덕트랙)은 캘리포니아주의 로렌스 리버모어 국립연구소의 물리학자 리처드 F. 포스트가 이끄는 과학자 팀이 자기부상열차에 사용하기 위해 발명했으며, 플라이휠을 부상시키는 데 사용된 기술을 기반으로 한다. 일정한 속도에서, 열차를 공기와 전자기 항력에 대항하여 앞으로 밀어내는 데만 동력이 필요하다. 최소 속도 이상에서 열차의 속도가 증가함에 따라 부상 간격, 양력 및 사용되는 동력은 대부분 일정하다. 이 시스템은 자석 무게의 50배를 들어 올릴 수 있다.

## 설명
인덕트랙이라는 이름은 전선 루프로 만들어진 전기 장치인 유도 또는 유도자에서 유래했다. 할바흐 자석 배열이 전선 루프 위를 지나갈 때, 필드의 사인파 변동은 궤도 코일에 전압을 유도한다. 저속에서는 루프가 주로 저항성 온저항이며, 따라서 유도 전류는 필드가 가장 빠르게 변하는 곳에서 가장 높게 발생하며, 이는 필드의 강도가 가장 낮은 부분 주변에서 발생하므로 양력이 거의 생성되지 않는다.
그러나 속도가 빨라지면 코일의 온저항이 속도에 비례하여 증가하고 코일 어셈블리의 복합 온저항을 지배한다. 이는 전류 피크의 위상을 지연시켜 궤도에서 유도된 전류가 자석 배열의 필드 피크와 더 가깝게 일치하도록 한다. 따라서 궤도는 자체 자기장을 생성하여 영구 자석과 정렬하고 반발하여 부상 효과를 생성한다. 궤도는 RL 회로의 배열로 잘 모델링된다.
네오디뮴-철-붕소 영구 자석을 사용하면 저속에서도 부상이 가능하다. 시험 모델은 22 mph (35 km/h) 이상의 속도에서 부상했지만, 리처드 포스트는 실제 궤도에서는 "1 to 2 mph (1.6 to 3.2 km/h)만큼 낮은 속도"에서도 부상이 가능할 것이라고 믿는다. 전환 속도 미만에서는 자기 항력이 차량 속도에 따라 증가하고, 전환 속도 이상에서는 자기 항력이 속도에 따라 감소한다. 예를 들어, 500 km/h (310 mph)에서는 양항비가 200:1로, 어떤 항공기보다 훨씬 높지만 고전적인 강철 레일 위의 강철보다 훨씬 낮은 1000:1에 달한다(구름 마찰력). 이는 유도 온저항이 속도에 비례하여 증가하여 코일에 의해 감지되는 필드의 더 빠른 변화율을 보상하고, 따라서 부상을 위한 일정한 전류 흐름과 전력 소비를 제공하기 때문에 발생한다.
인덕트랙 II 변형은 궤도 위와 아래에 두 개의 할바흐 배열을 사용하여 배열의 무게나 면적을 크게 늘리지 않으면서 자기장을 두 배로 늘리고 저속에서 항력을 줄인다.
여러 자기부상철도 제안은 인덕트랙 기술을 기반으로 한다. 미국 항공 우주국(NASA) 또한 우주선 발사를 위해 인덕트랙 기술을 고려하고 있다.
제너럴 아토믹스는 여러 연구 파트너와 협력하여 인덕트랙 기술을 개발하고 있다.

### 인덕트랙의 진화
적용 분야에 따라 저속 또는 고속에서의 양항비가 선호된다. 인덕트랙의 세 가지 변형은 서로 다른 목적을 위해 설계되었다. 인덕트랙 I은 고속 열차용으로 설계되었다. 속도가 증가함에 따라 양항비는 낮아진다. 인덕트랙 II는 개인용 (PRT) 또는 도시 교통에 사용하기 위해 비교적 낮은 속도에서 더 많은 부상 능력을 가지며, 캔틸레버식 궤도를 사용한다. 인덕트랙 III는 높은 하중과 화물을 위해 설계되었으며, 높은 하중을 지탱하기 위해 궤도가 부분적으로만 캔틸레버식이다.

### 댐핑
능동 댐핑은 없으며, 댐핑은 궤도의 기하학적 구조에 의해서만 제공된다. 테스트 결과 저주파 진동(1Hz)이 발생하며, 궤도 자체를 기계적으로 댐핑하는 미국 특허(7478598)가 (인덕트랙 II에 대해) 발행되었다. 궤도는 세그먼트로 나뉘며 각 세그먼트는 기계적으로 댐핑된다.